# Aiwa
Aiwa — японский бренд бытовой электроники компании Aiwa Co. Ltd., дочерней компании Towada Audio. Нынешняя компания была основана в 2017 году и занимается в основном производством аудиотехники; бренд также лицензируется или принадлежит другим компаниям в разных регионах мира, производящим различную электронику.
Оригинальная компания Aiwa была основана в 1951 году и была одним из ведущих производителей аудиотехники, такой как динамики, магнитолы и стереосистемы. После застоя во второй половине 1990-х годов Aiwa была поглощена Sony в 2002 году, а затем безуспешно перезапущена как недорогая марка, пока не была закрыта в 2008 году. Aiwa была перезапущена как независимая компания в Японии в 2017 году компанией Towada.

## Перевод названия компании
Слово «Aiwa» по-арабски означает «да», благодаря этому на Ближнем Востоке компания была более популярна, чем Sony.
В китайском языке компания именуется как «Aika». А под названием Ai Hua продавались ставшие очень популярными в Китае стереофонические наушники.

## История
История возникновения компании Aiwa несколько туманна. В июне 1951 года компания Love Xing основывает компанию AIKO Denki Sangyo Co., Ltd. со специализацией на разработке и выпуске микрофонов.
В июне 1958 года компания выпускает акции и распространяет их во внебиржевой сети дилеров по торговле ценными бумагами. В октябре компания меняет своё название и становится Aiwa Co., Ltd.
В следующем году открывается новый завод компании в Уцуномии. Акции этого предприятия в октябре 1961 года компания размещает на второй секции Токийской фондовой биржи.
Важным моментом в истории компании Aiwa Co., Ltd. является 1964 год: в феврале этого года компания выпускает первый в Японии кассетный магнитофон TP-707; кассетные магнитофоны, плееры и деки становятся основными продуктами компании до конца 1970-х годов.
В феврале 1967 года открывается новый завод Aiwa в Ивате.
Через два года, в 1969 году, другая японская компания Sony приобретает контрольный пакет акций Aiwa Co., Ltd. После этого Aiwa становится дочерней компанией Sony Corporation. Но, несмотря на это, Aiwa продолжала функционировать как независимая компания и её акции продолжали торговаться на Токийской фондовой бирже.
В 1970-х гг. Aiwa выходит на международный рынок. В конце 1970 года компания создаёт в Гонконге совместное предприятие Aiwa/Dransfield & Co., Ltd.
После этого целью Aiwa становится Ближний Восток: в 1973 году создаётся ещё одно совместное предприятие компании Aiwa под названием Aiwa Sales & Service Co., расположенное в Ливане. Данный шаг был своевременным и дальновидным, поскольку начавшийся в 1970-х годах нефтяной кризис привёл к рецессии экономик Европы и США, а рынок на Ближнем Востоке пошёл на подъём. К середине 1970-х годов около 30 % рынка магнитофонов на Ближнем Востоке занимала продукция компании Aiwa.
Продолжением развития компании на зарубежной арене стало открытие в 1974 году нового завода Aiwa в Сингапуре. А в следующем году был открыт второй завод компании в Уцуномии, получивший название Северный (предыдущий завод, соответственно, получил название Южный). Акции этого завода были размещены на первой секции Токийской фондовой биржи.
Во второй половине 70-х Aiwa значительно расширяет линейку своей продукции за счёт моноблочных музыкальных центров со стереосистемами, сочетающими в себе радиоприёмник, магнитофон, электрофон, усилитель и громкоговорители, имеющими небольшие размеры, при этом оставляя высоким качество звука и мощность; также компания начинает устанавливать в выпускаемую технику небольшие цифровые дисплеи.
За 1979 финансовый год Aiwa Co., Ltd. получила чистую прибыль 244 миллиона иен (1 миллион долларов), доход по продажам составил 38,5 миллиарда иен (157,8 млн долларов).
При этом к концу 70-х, с увеличением политической нестабильности на Ближнем Востоке, привлекательность этого рынка начала падать и Aiwa решает расширить своё присутствие на рынках Европы и Северной Америки. С 1976 по 1979 год Aiwa Co., Ltd. создаёт свои дочерние компании в Великобритании, Германии и Соединённых Штатах.
К 1980 году доля экспорта в Европу и США увеличивается до 65 % от всего объёма экспортируемой продукции (на начало 1970 года экспорт в этом направлении составлял около 50 %).
В середине 1980-х годов Aiwa выставила на продажу самый современный по меркам того времени компактный переносной однокассетный плеер-диктофон TP-S30.
Для успешного продвижения новых товаров в Европе и США Aiwa принимает решение о переносе части производств в эти регионы. Первым этапом стало открытие в сентябре 1980 года завода компании в Южном Уэльсе (Великобритания).

### Конец 1980-х годов. Подход к грани банкротства
1981 год Aiwa начала с выхода на японский рынок видеомагнитофонов. Но, к сожалению, компания использовала формат Sony Betamax в своей технике. Не совсем понятно, почему Aiwa выбрала данный формат, поскольку он ещё годом ранее проиграл формату VHS.
К середине 80-х годов у Aiwa начались трудности компаундирования[прояснить] за счёт сильной конкуренции во всех отраслях на внутреннем рынке Японии, а выросший в это же время курс иены привёл к удорожанию экспорта. За 1986 финансовый год, закончившийся в ноябре, компания понесла убыток в 5,17 млрд иен при доходе в 54,7 млрд иен, что заставило Aiwa впервые за 14 лет отказаться от выплаты дивидендов акционерам. Aiwa Co., Ltd. находилась на грани банкротства. Компания искала новые источники дохода, однако запущенный после долгой разработки в марте 1987 года новаторский формат звукозаписи Digital audio tape (DAT) оказался несостоятельным (DAT рассматривался как альтернатива и даже как угроза формату CD (скорее — MiniDisc), поскольку, помимо высокого качества звучания, обеспечивал ещё возможность простой записи на носитель; но технология DAT не прижилась).
Для выхода из сложившейся ситуации в компании корпорацией Sony был назначен новый вице-президент Aiwa Co., Ltd. Хадзимэ Юноки. Юноки занялся реструктуризацией компании. Для достижения ежегодной экономии в 2 млрд иен Aiwa сократила штатную численность работников с 3100 чел (1985 год) до 1300 (1988 год) в основном за счёт отправки сотрудников на пенсию. Также компания сосредоточила все свои офисы, находившиеся в разных районах Токио, в единую штаб-квартиру. Следующим шагом стало объединение трёх заводов Aiwa в Японии, а Южный завод Уцуномии в начале 1989 года был преобразован в технический центр.
Однако, наиболее важным шагом для Aiwa Co., Ltd. стал перенос большинства производств за пределы Японии, что обезопасило доходы от влияния курса иены. Основное расширение производств было произведено в Южном Уэльсе и Сингапуре. В Уэльсе в марте 1989 года была запущена производственная линия для изготовления CD дисков; в Сингапуре было открыто два новых завода: Юронг Западный (открыт в феврале 1987 года) и Юронг Южный (открыт в сентябре 1988 года).
Эти шаги совместно с рядом других решений позволили перенести за пределы Японии около 50 % от общего производства компании, а после открытия в начале 1990-х годов завода в Джохор-Бару (Малайзия) этот показатель увеличился до 80 % и на сегодняшний день является самым высоким в истории для японской аудио- и видеоиндустрии.
Aiwa вновь стала получать прибыль и возобновила выплату дивидендов. Использованные компанией методы сокращения затрат, снижения заработной платы, переноса производств стали предметом подражания в электротехнической отрасли экономики Японии. Большая заслуга в развитии компании принадлежала Хадзимэ Юноки, которого в конце 1989 года назначили президентом Aiwa Co., Ltd.

### 1990-е годы. Приобретение Sony
В начале 1990-х годов Aiwa продолжала расширять линейку выпускаемых продуктов. В середине 1993 года Aiwa Co., Ltd получила контроль над Core International, Inc (США), одного из производителей компьютерной периферии. Кроме этого, успешным для компании стал выпуск на рынок видеотехники линейки видеодвоек (TV-VCR), в которые, помимо установки видеомагнитофонов, в ряде моделей устанавливались спутниковые тюнеры и двуязычные ресиверы. Несмотря на то, что пионером в этой области была Matsushita Electric, которая представила первый такой продукт в 1983 году, Aiwa удалось захватить большую часть рынка благодаря большому модельному ряду.
В апреле 1994 в газете Tokyo Business Today вышла статья о рыночной стратегии Aiwa:
|  | Секрет успеха Aiwa лежит не сколько в создании новых технологии, а сколько в совершенствовании существующих товаров и перевод их в новый ценовой диапазон, который удовлетворит спрос желающих сегодняшних потребителей. Этот подход резко контрастирует с подходом других производителей, таких как Sony, которые всегда придерживались высоких ценовых сегментов рынка, избегая низкой стоимости и ажиотажа для создания престижа марки. — Отаки Сюнъити. Tokyo Business Today, |

В то время как многочисленные компании пытались выстоять во время длительного экономического спада в Японии в начале 1990-х годов, Aiwa оставалась прибыльной до окончания десятилетия. Компания продолжила тенденцию по переносу производства за пределы Японии и к концу десятилетия 90 % всех производственных мощностей были рассредоточены в других государствах. Расширение производства произошло благодаря расширению предприятий в Малайзии (в 1994 году) и Южном Уэльсе (в 1995 году).
Следующим шагом в развитии Aiwa стало открытие двух дочерних компаний в Экономика ИндонезииИндонезии: P.T. Aiwa Indonesia (в 1996 году) и P.T. Aiwa Dharmala (в 1997 году). К концу 90-х годов в Aiwa работало индонезийцев больше, чем японцев. Учитывая данный факт, президент компании Хадзимэ Юноки дал интервью Клэр Лео из Business Times, где рассказал об изменениях в компании, произошедших во время его руководства:
|  | Я не думаю, что Aiwa уже когда-либо будет японской компанией. Ведь объём зарубежного производства в филиалах приближается к 90 %, 70-85 % продаж происходит за пределами Японии и в общей занятости компании 75 % сотрудников не являются японцами… Компания не должна принадлежать какой-либо стране. Она должна зарабатывать деньги. Акционеры вкладывают свои деньги и ждут отдачи в виде дивидендов. — Хадзимэ Юноки. |

Акционеры Aiwa действительно были вознаграждены: доходность акционерного капитала с 1994 года по 1998 год составляла 11,7-20,9 %.
В 1995 году Aiwa вошла на только зародившийся (в 1992 году) рынок минидисков (MD), став производить как сами носители, так и портативные MD-плееры, а также добавила поддержку MD-дисков в выпускавшиеся музыкальные центры и оснастила MD-приводами производившиеся портативные магнитолы.
Aiwa входила в новое тысячелетие с успехом. Самыми успешными продуктами компании являлись разнообразные по комплектации музыкальные центры: в течение 90-х годов они производились в самых разнообразных конфигурациях, включающих усилители, тюнеры, CD-плееры/чейнджеры и кассетные деки. Aiwa являлась лидером на мировом рынке в этой категории, захватив 30-процентную долю, в США доля продукции Aiwa доходила до 50 %.
Хотя сектор аудио для компании являлся наиболее успешным руководство Aiwa поняло, что в долгосрочной перспективе обеспечивать постоянный рост данный сектор не сможет. Появилась необходимость в новых товарах. Новыми разработками в 1990-х годах для компании стали линейки модемов,
терминальных адаптеров[что?],
14- и 21-дюймовых компактных переносных телевизоров[прояснить],
цифровых тюнеров для приёма спутникового сигнала и минидисков.
На эти товары продолжилась распространяться тактика Aiwa по низкой ценовой политике и максимально широкому функционалу (так, например, на почти всей выпускаемой технике на передней панели устанавливались входные AV-разъёмы).

### Краткая хронология

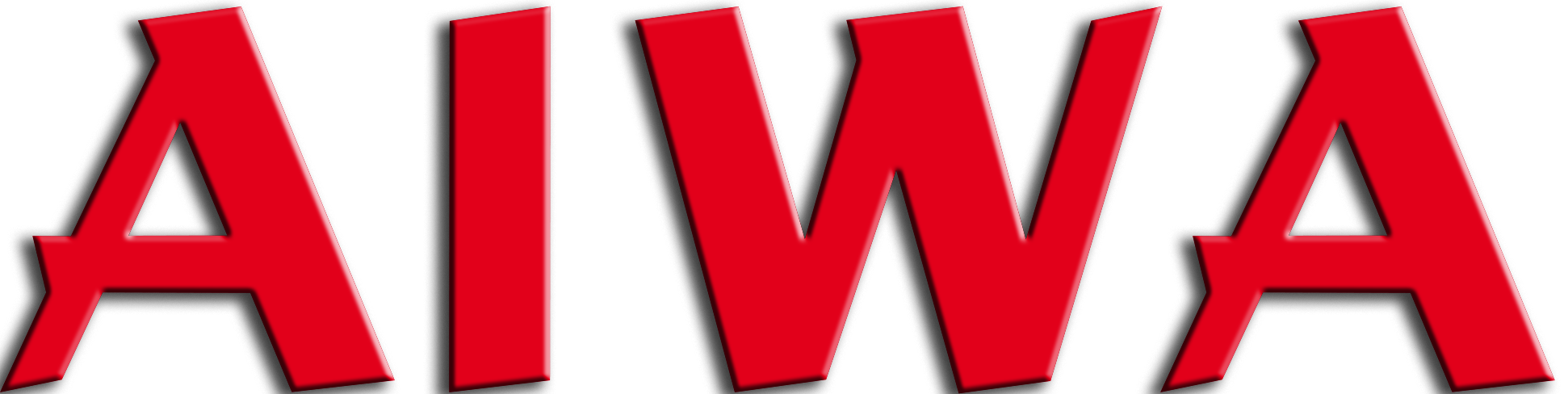
Логотип компании Aiwa в 1951—1991 годах

- 1946 год — создаётся компания Love Xing Electrical Industry
- 1951 год — компания Love Xing Electrical Industry основывает частную компанию с ограниченной ответственностью AIKO Denki Sangyo Co., Ltd.
- 1959 год — компания регистрирует торговую марку Aiwa и переименовывается в Aiwa, Ltd

- 1961 год — компания размещает свои ценные бумаги на второй секции Токийской фондовой биржи
- 1969 год — часть капитала компании Aiwa, Ltd приобретается компанией Sony Corporation

- 1975 год — компания размещает свои ценные бумаги на первой секции Токийской фондовой бирже

- 1986 год — спад в деятельности компании из-за роста курса иены, перенос части производственной базы в Китай
- 1987 год — компания переезжает в штаб-квартиру Ikenohata в Токио

Логотип компании Aiwa в 1991—2002 годах

- 1991 год — создаётся новый логотип AIWA, в честь 40-летия компании
- 1992 год — компания переносит часть производственной базы в развивающиеся страны
- 1994 год — компания переходит в отрасль производства бытовой техники

- 2000 год — из-за проблем с поставкой полупроводников и усиления конкуренции с другими производителями на конец года образуется убыток в 16 млрд иен.
- 2001 год — руководство компании принимает решение о рекапитализации, цены акций падают в два раза, с рынка изымается 1/7 всех акций, доля компании Sony в уставном капитале AIWA увеличивается с 50,6 до 61,4 %.
- февраль 2002 года — Sony, путём обмена и скупки акций AIWA на фондовом рынке, становится владельцем компании[10]
- апрель — Sony составляется договор купли-продажи здания штаб-квартиры и земли, принадлежащих AIWA
- сентября 2002 — на фондовом рынке производится делистинг акций AIWA
- октябрь 2002 — компания продаёт штаб-квартиру Ikenohata в Токио

Логотип компании Aiwa с 2002 года

- декабрь 2002 — Aiwa, Ltd ликвидируется путём объединения с Sony Corporation, с сохранением торговой марки AIWA, как бренда, принадлежащего Sony[11][12]

- 2005 год — прекращение разработок новой продукции.
- май 2008 года — прекращение существования торговой марки AIWA.

- 2015 год — бренд Aiwa продан американской компании Hale Devices[источник не указан 1888 дней]. Организованы продажи китайских аудиогаджетов под этим брендом[13]; в качестве производителя на продукции указана китайская компания, зарегистрированная в Гонконге.
- 2017 год — бренд выкуплен японцами и теперь принадлежит японской Towada Audio.[источник не указан 1888 дней]

## Продукция

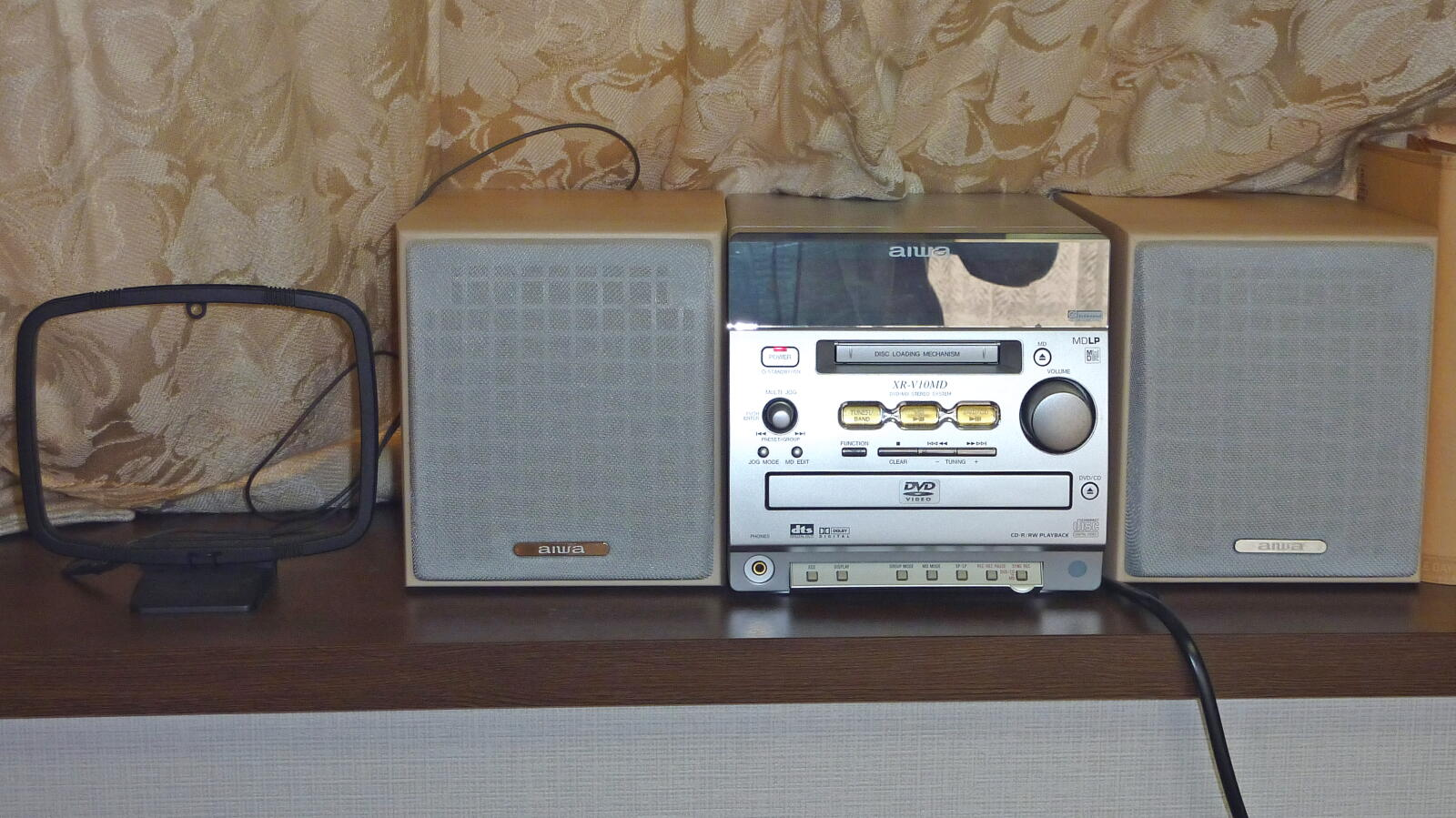
Магнитофон Aiwa XR-V10MD со встроенным DVD-плеером

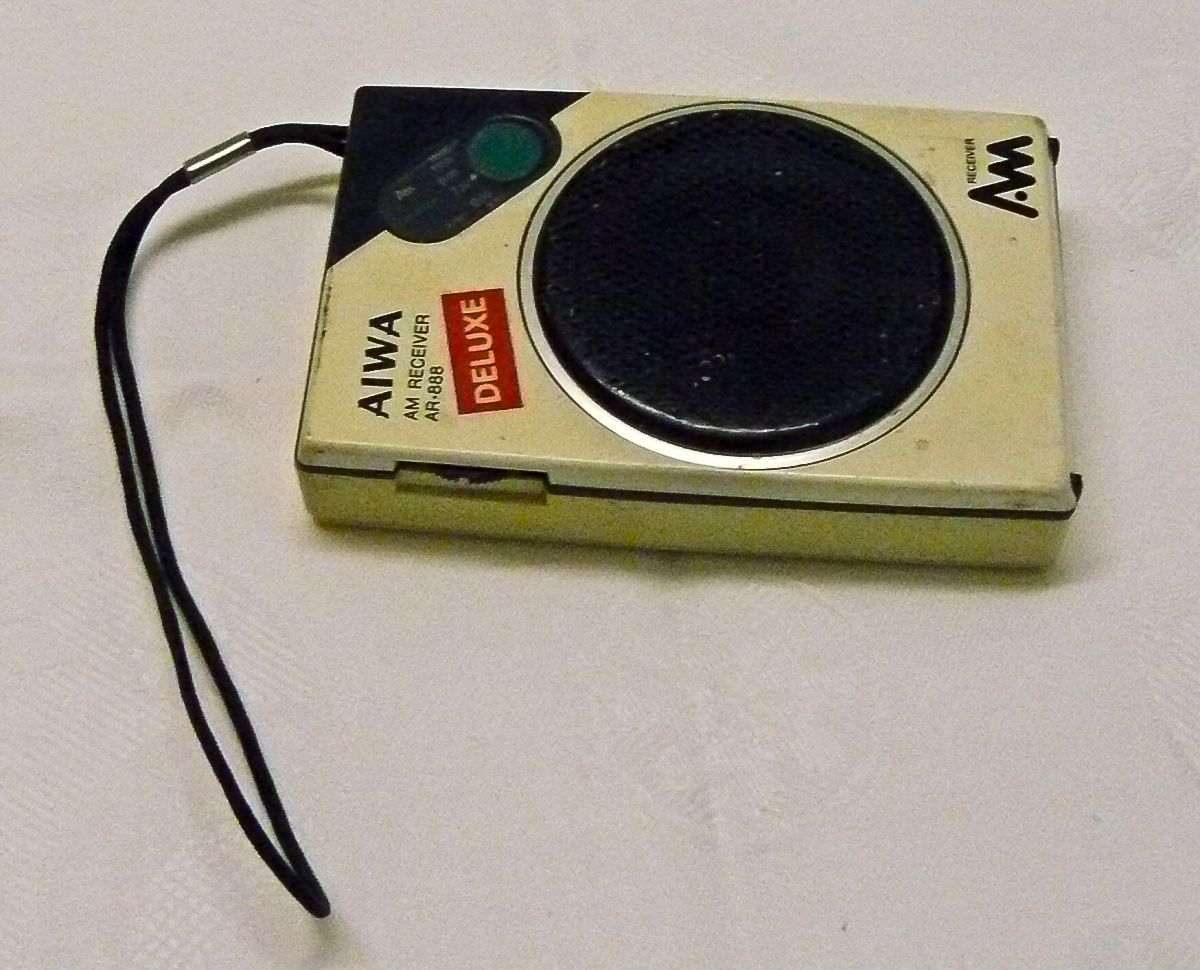
Компактный радиоприёмник Aiwa AR-888

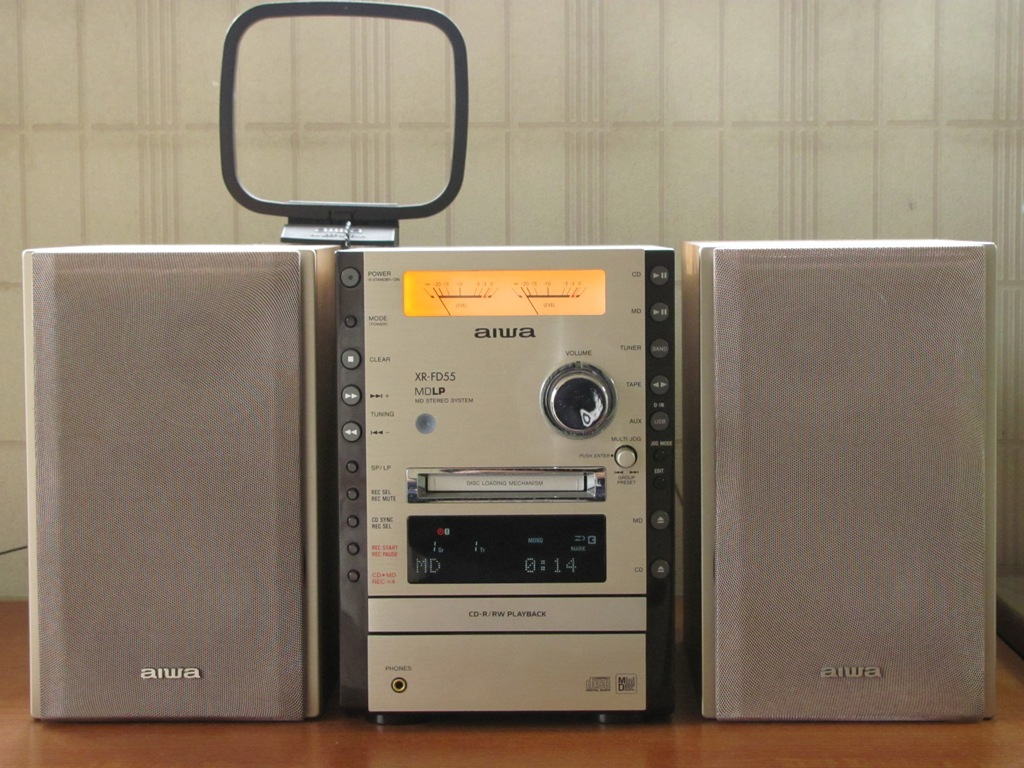
Магнитофон Aiwa XR-FD55

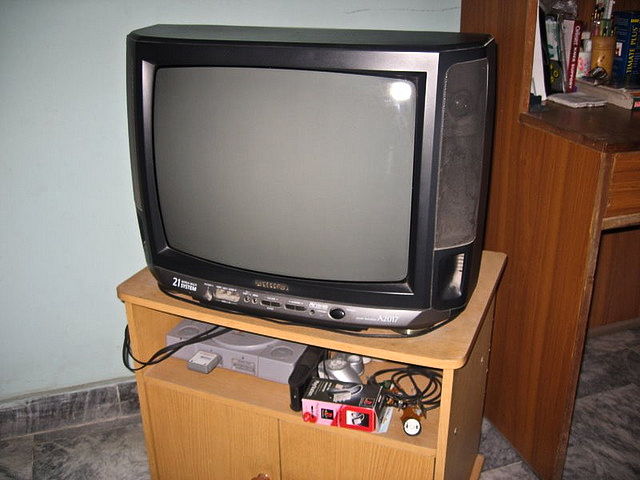
Телевизор Aiwa TV-A2017S с диагональю 20'

### Аудиотехника
- кассетные магнитофоны
- музыкальные центры
- аудиовизуальные усилители
- цифровые усилители
- CD-чейнджеры
- магнитофоны для DAT плёнок (под брендом EXCELIA)
- электрофоны (проигрыватели)
- громкоговорители[источник не указан 1888 дней]
- MP3 плееры
- переносные плееры (CD, MD, кассетные, DAT)
- записывающие магнитофоны
- магнитофоны со встроенным радио / CD-плейеры со встроенным радио
- радиоприёмники
- активные колонки
- наушники

Телевизоры

### Видеотехника
- телевизоры
- видеодвойки
- видеоплееры (самый известный — HV-MX100)
- LCD-телевизоры
- DVD-плееры
- цифровые фотокамеры (одна модель)
- видеокамеры (Video8)
- видеоприставки (копии Sega Mega Drive)
- CD-G плееры (CD+G[англ.]?)
- TV-тюнер для кабельного канала SKY PerfecTV

### Другая техника
- простые унитазы с подогревом воды «Let Aqua»
- воздухоочистители
- ISDN-адаптеры
- TNC
- RAID
- ленточные приводы
- CD-приводы[источник не указан 1888 дней]
- кассетные приводы
- гарнитуры (микрофон/наушники)
- телефоны
- PHS телефоны
- USB-флеш-накопители (бренды Pavit и Pabi)

## Руководители компании
| № п/п | Год начала работы | Год окончания работы | Руководитель компании | Представитель компании        |
| ----- | ----------------- | -------------------- | --------------------- | ----------------------------- |
| 1     | 1946              | 1951                 | Айка Иржи Мицуо       | Love Xing Electrical Industry |
| 2     | 1951              | 1969                 | Айка Иржи Мицуо       | AIKO Denki Sangyo Co., Ltd.   |
| 3     | 1969              | 1981                 | Юсукэ                 | Sony Corporation              |
| 4     | 1981              | 1987                 | Накадзима Хитаро      | Sony Corporation              |
| 5     | 1987              | 1990                 | Сусуму Ёсида          | Sony Corporation              |
| 6     | 1990              | 1996                 | Хадзимэ Юноки         | Sony Corporation              |
| 7     | 1996              | 2000                 | Ёсио Исигаки          | Sony Corporation              |
| 8     | 2000              | 2001                 | Озон Козо             | Sony Corporation              |
| 9     | 2001              | 2002                 | Масаёси Моримото      | Sony Corporation              |

## Дочерние компании
| № п/п | Название                       | Форма собств. | Страна         | № п/п | Название                    | Форма собств. | Страна         | № п/п | Название                    | Форма собств. | Страна     |
| ----- | ------------------------------ | ------------- | -------------- | ----- | --------------------------- | ------------- | -------------- | ----- | --------------------------- | ------------- | ---------- |
| 1     | Aiwa Iwate Co.                 | Ltd.          | Япония         | 9     | Aiwa Dharmala               | P.T.          | Индонезия      | 17    | Aiwa Gulf                   | FZE           | ОАЭ        |
| 2     | Aiwa Hanaizumi Co.             | Ltd.          | Япония         | 10    | Aiwa Singapore              | Ltd.          | Сингапур       | 18    | Aiwa Latinoamerica          | S.A           | Панама     |
| 3     | Aiwa Akita Co.                 | Ltd.          | Япония         | 11    | Aiwa America                | Inc.          | США            | 19    | Aiwa Nederland              | B.V.          | Нидерланды |
| 4     | Paulownia Co.                  | Ltd.          | Япония         | 12    | Aiwa                        | Ltd.          | Великобритания | 20    | Aiwa do Brasil              | Ltda.         | Бразилия   |
| 5     | Aiwa Trading Co.               | Ltd.          | Япония         | 13    | Aiwa France                 | S.A.          | Франция        | 21    | Aiwa Hong Kong              | Ltd.          | Гонконг    |
| 6     | Aiwa Wales Manufacturing       | Ltd.          | Великобритания | 14    | Aiwa Deutschland            | GmbH          | Германия       | 22    | Aiwa Research & Development | Inc.          | США        |
| 7     | Aiwa Electronics Malaysia Sdn. | Bhd.          | Малайзия       | 15    | Aiwa International          | Ltd.          | Гонконг        | 23    | Aiwa Digital Technology     | Inc.          | США        |
| 8     | Aiwa Indonesia                 | P.T.          | Индонезия      | 16    | Aiwa Taiwan Electronics Co. | Ltd.          | Тайвань        | 24    | Aiwa International Co.      | Ltd.          | Таиланд    |